# 文楚安
文楚安(1941年2月2日-2005年9月23日)，四川外國語學院英文系畢業，教授、文学评论家、翻译家、政府特殊津貼獲得者、中國作家協會會員、四川翻譯文學學會副會長、中美比較文化研究會理事長期，對垮掉的一代文学有很深的研究。

## 得獎紀錄
- 1999年，第四屆全國優秀外國文學獎，《在路上》。
- 2001年，第五屆全國優秀外國文學獎，《金斯伯特詩選》